# 徐則寧
徐則寧（1366年—？），字從政，江西撫州府金谿縣十六都人，明朝政治人物。進士出身。

## 生平
應天府鄉試第一名。永樂十年（1412年）壬辰科會試十四名，殿試登進士第二甲第三十三名。

## 家族
曾祖徐庭芳。祖父徐大任。父亲徐友忠。